# John Graham, 4. Baronet
Sir John Alexander Noble Graham, 4. Baronet GCMG (* 15. Juli 1926; † 11. Dezember 2019) war ein britischer Diplomat.

## Leben
Er war das zweite Kind und der einzige Sohn von Lt.-Col. Sir John Reginald Noble Graham, 3. Baronet, aus dessen Ehe mit Rachel Septima Sprot. Er heiratete am 7. Januar 1956 in erster Ehe Marygold Ellinor Gabrielle Austin († 1991). Er heiratete am 27. Juni 1992 in zweiter Ehe Janet Mackenzie Hayes. Er studierte am Eton College. Von 1944 bis 1947 diente er als Lieutenant der Grenadier Guards in der British Army. Er studierte am Trinity College der Universität Cambridge. Von 1950 bis 1986 war er im auswärtigen Dienst beschäftigt. 1972 wurde er als Companion des Order of St. Michael and St. George (CMG) ausgezeichnet. Von 1974 bis 1977 war er britischer Botschafter in Bagdad. Von 1977 bis 1978 war er stellvertretender Unterstaatssekretär das Foreign and Commonwealth Office 1979 wurde er als Knight Commander des Order of St. Michael and St. George (KCMG) geadelt. Von 1979 bis 1980 war er Botschafter in Teheran.
Anfang 1980 fanden vor der britischen Botschaft in Teheran Versammlungen statt. Nach der Geiselnahme von Teheran rief die britische Regierung ihre Diplomaten aus Teheran ab. Am 30. April 1980 begann die Geiselnahme in der Iranischen Botschaft in London 1980. Ein Sprecher des F.O. erklärte, John Graham sei aus Teheran abberufen worden, um zu beraten, wie mit der Belagerung der Botschaft umzugehen sei.
Nachdem ein Tanker unter britischer Flagge im Persischen Golf beschossen worden war, schloss die britische Regierung eine persische Rüstungshandelsagentur und ließ die Tanker durch die Armilla Force begleiten.
1980 erbte er beim Tod seines Vaters dessen Adelstitel als 4. Baronet, of Larbert House and Househill in the County of Stirling. Von 1980 bis 1981 war er stellvertretender Unterstaatssekretär des Foreign and Commonwealth Office. Von 1982 bis 1986 war er Ständiger Vertreter des Vereinigten Königreichs bei der NATO und beim Nordatlantikrat in Brüssel. 1986 wurde er zum Knight Grand Cross des Order of St Michael and St George (GCMG) erhoben. Von 1987 bis 2001 war er Kanzler des Order of St. Michael and St. George.